# Tonna (gênero)
Tonna (nomeadas, em inglês, tun shells ou simplesmente tuns -pl.; este termo, "tun", traduzido para o português, significando "tonel") é um gênero de moluscos gastrópodes marinhos predadores pertencente à família Tonnidae. Foi classificado por Morten Thrane Brünnich, em 1771; com sua espécie-tipo, Tonna galea, descrita por Carolus Linnaeus no ano de 1758. Sua distribuição geográfica abrange os oceanos tropicais e subtropicais da Terra.

## Descrição da concha
Compreende, em sua totalidade, caramujos ou búzios de conchas infladas, globosas ou ovais e um tanto frágeis, com espiral geralmente baixa e normalmente de médias a grandes, podendo atingir tamanhos superiores a 30 centímetros de comprimento, com grande volta terminal e abertura ampla, além de apresentarem tonalidade geralmente castanha; cobertas com um relevo muito esculpido de chanfraduras, ou cordões, em espiral, mas não possuindo varizes. Columela sem pregas e geralmente indistinta do restante do relevo da concha. Abertura com lábio externo fino ou apenas levemente expandido e dentado, por conta do relevo da concha. Canal sifonal curto, resumindo-se a uma ondulação. Opérculo apenas na fase jovem. Protoconcha bastante grande.

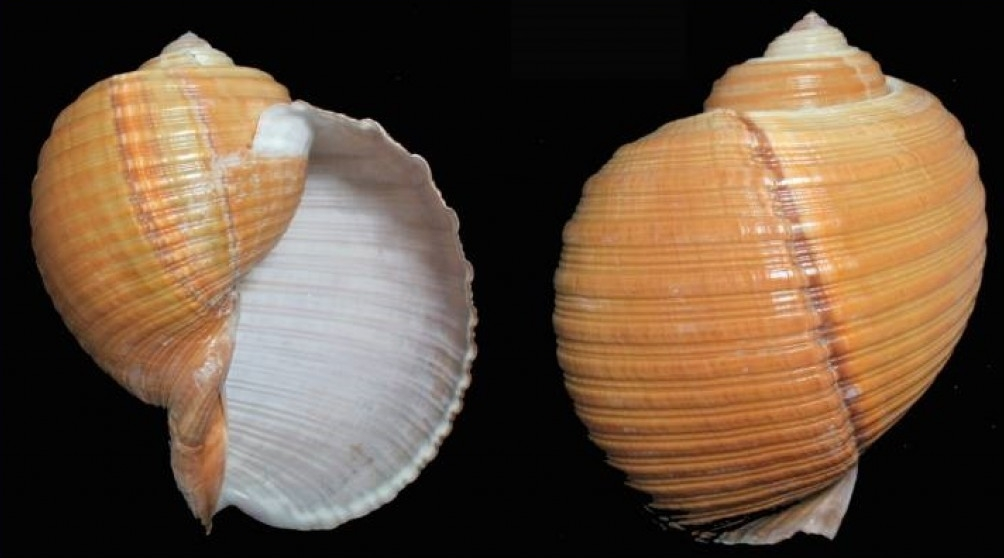
Duas vistas da concha de Tonna zonata (Green, 1830)[1], espécime proveniente do mar da China Meridional.

## Espécies deTonna
De acordo com o World Register of Marine Species, incluindo sua sinonímia.
- Tonna alanbeui Vos, 2005
- Tonna allium (Dillwyn, 1817)

= Tonna costata (Menke, 1828)
= Tonna fimbriata (G. B. Sowerby I, 1827)
= Tonna hardyi Bozzetti & Ferrario, 2005
- Tonna ampullacea (Philippi, 1845)
- Tonna berthae Vos, 2005
- Tonna boucheti Vos, 2005
- Tonna canaliculata (Linnaeus, 1758)

= Tonna cepa (Röding, 1798)
= Tonna planicostata Dodge, 1956
- Tonna chinensis (Dillwyn, 1817)
- Tonna cumingii (Reeve, 1849)

= Tonna maoria Powell, 1938
- Tonna deshayesii (Reeve, 1849)
- Tonna dolium (Linnaeus, 1758)
- Tonna dunkeri (Hanley, 1860)
- Tonna galea (Linnaeus, 1758)

= Tonna olearium (Linnaeus, 1758)
- Tonna hawaiiensis Vos, 2007
- Tonna lischkeana (Küster, 1857)

= Tonna marginata (Philippi, 1845)
- Tonna luteostoma (Küster, 1857)

= Tonna favannii (Hanley, 1860)
- Tonna melanostoma (Jay, 1839)
- Tonna morrisoni Vos, 2005
- Tonna oentoengi Vos, 2005
- Tonna pennata (Mörch, 1853)

= Tonna maculosa (Dillwyn, 1817)
- Tonna perdix (Linnaeus, 1758)
- Tonna poppei Vos, 2005
- Tonna rosemaryae Vos, 1999
- Tonna sulcosa (Born, 1778)

= Tonna fasciata (Bruguière, 1789)
- Tonna tankervillii (Hanley, 1860)

= Tonna cerevisina Hedley, 1919
= Tonna haurakiensis (Hedley, 1919)
- Tonna tenebrosa (Hanley, 1860)
- Tonna tessellata (Lamarck, 1816)

= Tonna parvula (Tapparone Canefri, 1878)
- Tonna tetracotula Hedley, 1919

= Tonna maculata (Lamarck, 1822)
- Tonna variegata (Lamarck, 1822)
- Tonna zonata (Green, 1830)

## Galeria de espécies doMuseu Nacional de História Natural, emParis

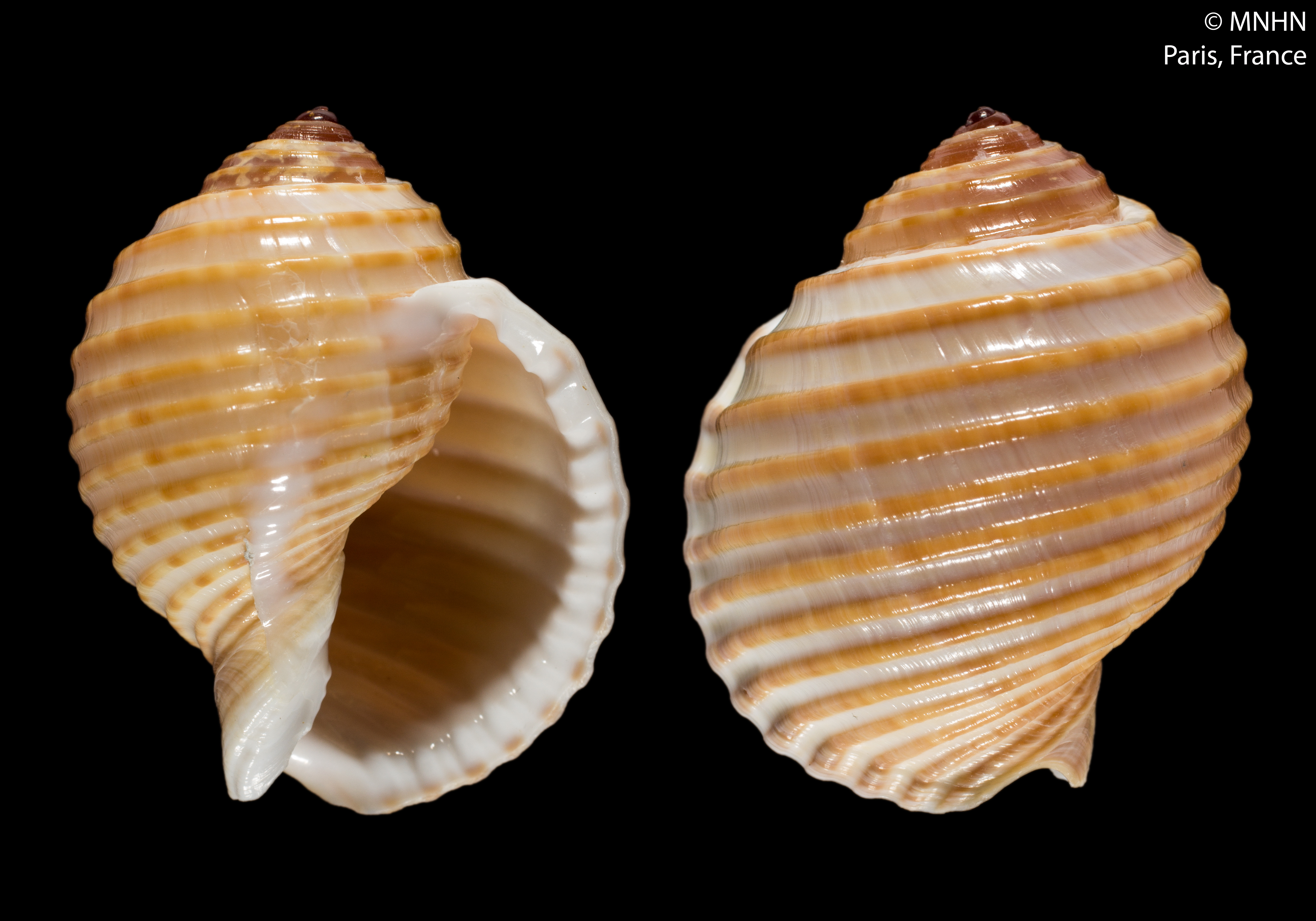
Duas vistas da concha de Tonna allium (Dillwyn, 1817)[1], espécime de Madagáscar.
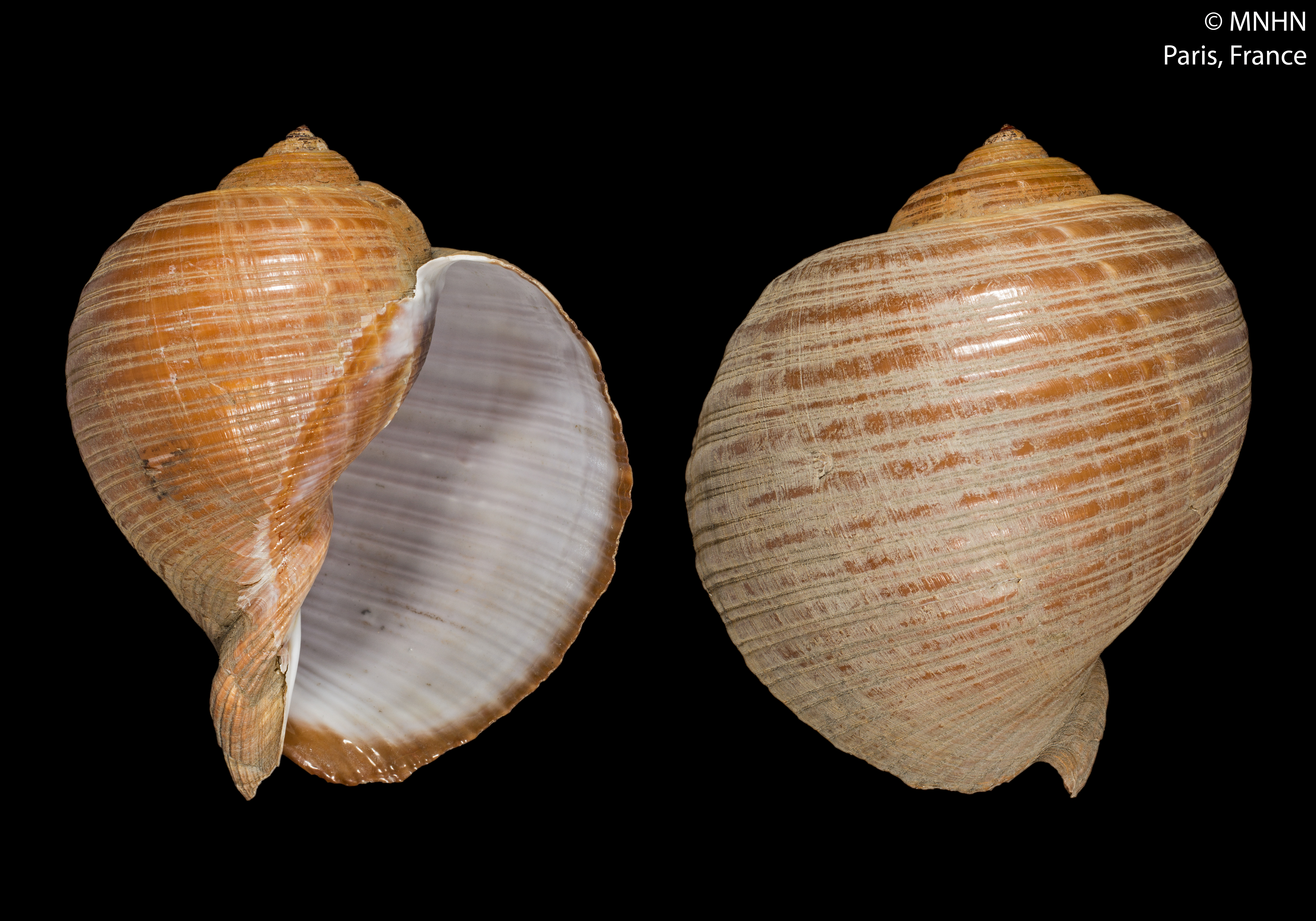
Duas vistas da concha de Tonna zonata (Green, 1830)[1], espécime de Taiwan.
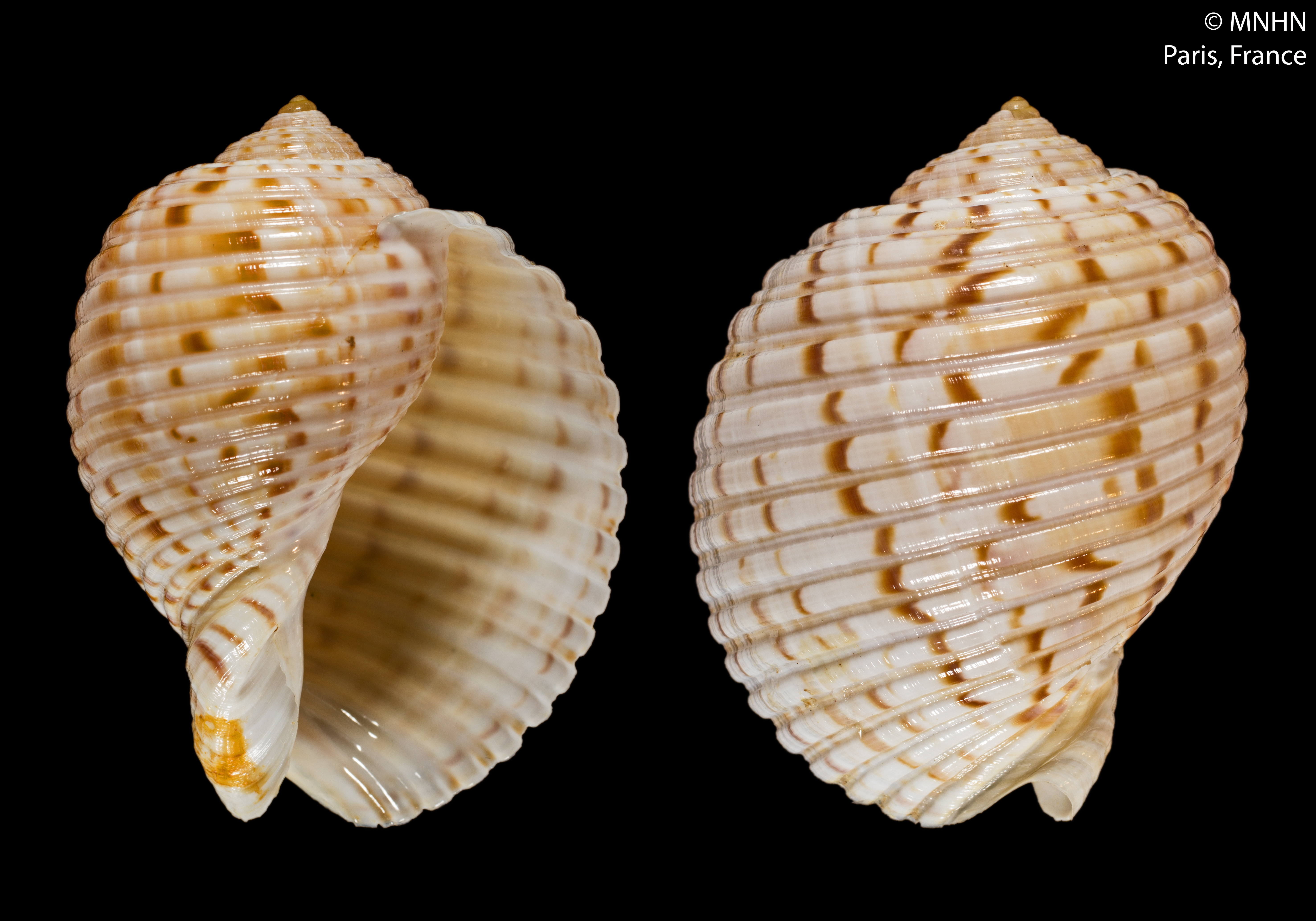
Duas vistas da concha de Tonna morrisoni Vos, 2005[1], espécime da África do Sul.
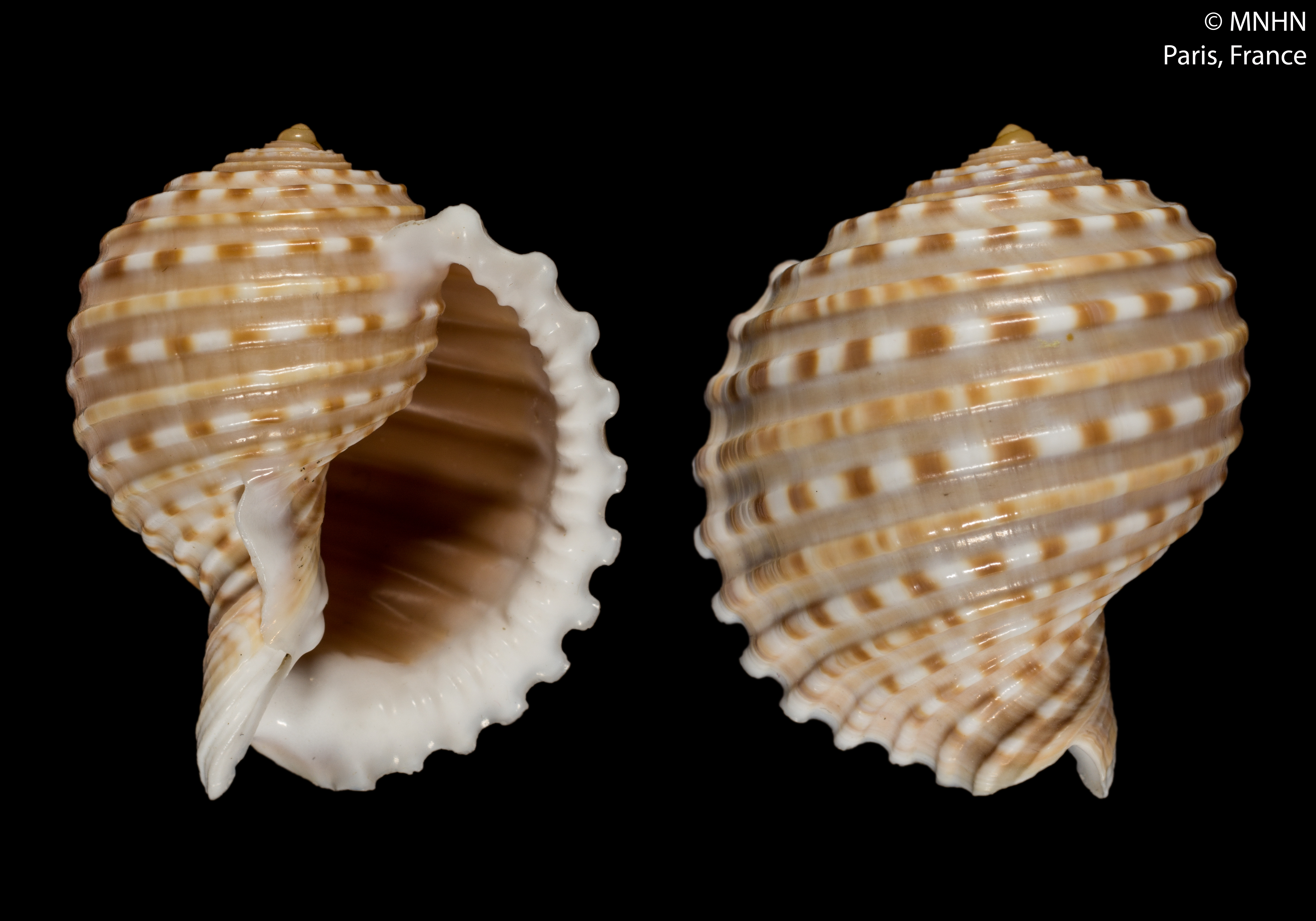
Duas vistas da concha de Tonna tessellata (Lamarck, 1816)[1], espécime das Filipinas.